# Noël d'Anjou
Noël d'Anjou Olaizola (Irún, Guipúzcoa, 1975) es un financiero y político vasco, miembro del Partido Nacionalista Vasco. En la actualidad se desempeña como consejero de Hacienda y Finanzas del Gobierno Vasco liderado por Imanol Pradales.

## Biografía
En 1993 comenzó la licenciatura en Administración y Dirección de Empresas en la Universidad de Deusto en la que se especializó en Finanzas. Posteriormente, en el Instituto BME de Madrid cursó un máster en Gestión de Riesgos Financieros, un área en la que ha profundizado sus estudios en la Global Association of Risk Professional. Asimismo, obtuvo la especialidad en dirección general en la Deusto Business School. 
La totalidad de su carrera la ha desarrollado en el sector bancario y financiero. Así, comenzó en la entidad Crédit Agricole Indosuez donde trabajó como asesor financiero, pero pronto pasó al actual Kutxabank. Dentro de este banco, en el año 2000 dio inicio a su carrera profesional dentro del área de gestión privada de la por entonces Kutxa. Su carrera que se ha desarrollado mayormente en la ciudad de San Sebastián ha sido de ascenso dentro de esta entidad bancaria en la que ha ocupado distintos puestos como gestor de patrimonios, director general y director del área de banca privada y personal y ya en Kutxabank como responsable de banca personal, subdirector de banca personal y director de desarrollo de negocio desde el año 2023. Desde marzo del año 2024 es además consejero de la empresa Norbolsa, especializada en servicios financieros y ubicada en la ciudad de Bilbao.
El 25 de junio de 2024 el lehendakari Pradales lo nombró consejero de Hacienda y Finanzas dentro de un gabinete renovado y en el que destaca la gestión. Anjou representa un perfil tecnocrático y poco conocido dentro del PNV. No obstante, ya desde un inicio se vio envuelto en polémica por la publicación en medios de su posición favorable al Alarde tradicional que excluye en su celebración a las mujeres en su ciudad. Su cartera asume las competencias de su predecesor Pedro Azpiazu, aunque en lo relativo a políticas económicas el PSE-EE de la mano del vicelendakari Mikel Torres toma la batuta, particularmente en lo relativo a la gestión de los fondos europeos.